# 루알라바주

루알라바 주의 위치

루알라바주(프랑스어: Lualaba)는 콩고 민주 공화국 남부에 위치한 주로 주도는 콜웨지이며 면적은 121,308km2, 인구는 1,677,288명(2005년 기준), 인구 밀도는 14명/km2이다.
2006년에 개정되어 2015년에 시행된 콩고 민주 공화국 헌법에 따라 카탕가 주에서 분리되어 신설되었다. 북쪽으로는 카사이상트랄 주, 로마미 주, 북동쪽으로는 오트로마미 주, 동쪽으로는 오트카탕가 주와 접하며 남동쪽으로는 잠비아, 남서쪽과 서쪽으로는 앙골라와 국경을 접한다.